# 苏东水

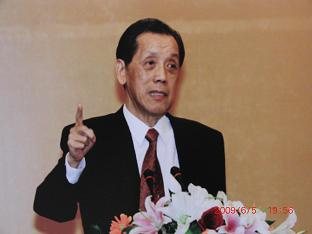
苏东水

苏东水（1931年10月—2021年6月13日），男，福建泉州人，中国经济学家，管理学家，东方管理学创始人。

## 生平
1931年出生于福建泉州，1953年毕业于厦门大学。毕业后任职于东北地区老工业基地，1956年先后进入上海财经大学、上海社会科学院和复旦大学，1986年创建复旦大学经济管理研究所。2020年1月3日成立复旦大学管理学院苏东水管理教育基金。
2021年6月13日於上海病逝，享耆壽90歲。

## 著作
- 《产业经济学》，高等教育出版社，2000年1月，ISBN 9787040078305
- 《管理心理学》，复旦大学出版社，2002年6月，ISBN 9787309031355
- 《东方管理学》，复旦大学出版社，2005年9月，ISBN 9787309047271